# آنتیموان سولفات
آنتیموان سولفات (به انگلیسی: Antimony sulfate) با فرمول شیمیایی Sb۲(SO۴)۳ یک ترکیب شیمیایی با شناسه پاب‌کم ۲۴۰۱۰ است. که جرم مولی آن ۵۳۱٫۷۰۷۸ g/mol می‌باشد. شکل ظاهری این ترکیب، بلورهای بی‌رنگ است.